# Joseph Julien Souhait
Pour les articles homonymes, voir Souhait (homonymie).
Joseph Julien Souhait, né le 9 janvier 1759 à Raon-l'Étape et mort le 12 décembre 1842 à Nancy, est un avocat et un homme politique français.

## Biographie

### Avant la Révolution
Joseph Julien Souhait est l'aîné des huit enfants de Joseph Souhait, inspecteur général des bois de Rosières-aux-Salines et de Marie Charlotte Derivaux originaire de Senones capitale de la Principauté de Salm-Salm. Joseph Souhait est nommé conseiller du Roi et receveur des domaines et des bois de Saint-Dié où la famille s'installe. Le jeune Joseph-Julien va étudier le droit à Pont-à-Mousson, reçu avocat, il exerce à Saint-Dié. En 1779, il succède à son père  comme Receveur des bois.
En 1786, il contracte mariage avec la jeune Marguerite Gandoyer de Foigny de onze ans sa cadette dont le père était l'un des médecins de Stanislas Leszczyński. Ils auront deux fils, Marie Louis Joseph né en 1788 et Charles Pierre en 1789.

### La Révolution
En septembre 1792, Joseph Julien Souhait, alors maire de Saint-Dié-des-Vosges, est élu député du département des Vosges, le sixième sur huit, à la Convention nationale.  
Il siège sur les bancs de la Plaine. Lors du procès de Louis XVI, il vote la mort, se prononce en faveur de l'appel au peuple et du sursis « jusqu'à l'époque prochaine de la ratification de la constitution, par le peuple ». En avril 1793, il vote en faveur de la mise en accusation de Jean-Paul Marat, « un homme qui, dans l'oubli de son caractère et de ses devoirs, a osé provoquer l'anarchie, l'assassinat, le mépris des lois, le pillage, la violation des personnes et des propriétés ». En mai, il vote en faveur du rétablissement de la Commission des Douze. 
Joseph Julien Souhait, comme ses collègues Pierre Guyomar (Côtes-du-Nord), François-Xavier Lanthenas (député du Rhône) et Thomas Paine (député du Pas-de-Calais), proteste contre le suffrage censitaire, mis en place par la constitution de l'an III et défendu par François-Antoine Boissy d'Anglas (député de l'Ardèche) et Jean-Denis Lanjuinais (Ille-et-Vilaine). Il fait publier une Opinion en faveur du suffrage universel. 
Souhait sera ensuite élu au Conseil des cinq-cents et siègera jusqu'au coup d'État du 18 brumaire qu'il désapprouve et auquel il ne participera donc pas. Il se rallie au Consulat et est nommé Receveur général des finances pour la Hollande.

### La retraite et l'exil
Lors du plébiscite du 6 novembre 1804 pour l'acceptation de l'Empire, il vote non et est destitué sur le champ. Il s'installe près de Verdun où il vit retiré jusqu'à la loi du 12 janvier 1816, qui condamne les régicides à l'exil. Il veut se rendre en Suisse , se munit de faux papiers au nom de sa mère, mais est arrêté à Pontarlier. Par chance, il lui est possible de poursuivre son voyage et il trouve asile dans le canton du Valais chez un parent.
Son fils, capitaine d'artillerie, tente en vain d'obtenir son retour en France. Il lui faudra attendre la Révolution de 1830, les Trois Glorieuses, et l'arrivée au pouvoir de Louis-Philippe pour qu'il puisse regagner la Lorraine. Il s'installe à Nancy dans l'hôtel qu'il possède rue Montesquieu.
C'est là qu'il s'éteindra le 12 décembre 1842. Il sera inhumé au cimetière de Préville. Par testament il fait de nombreux legs généreux à la ville de Saint-Dié pour les pauvres et pour le collège, instaure des rentes en faveur des anciens conventionnels et de leurs veuves,.

## Hommage
Son nom a été donné à une caserne de Saint-Dié puis à un collège.

## Famille
Joseph Julien Souhait est le frère de Nicolas Souhait, officier du Génie, qui assista à la mort de François Séverin Marceau et recueillit les dispositions testamentaires du général. Il est représenté sur le tableau de Sergent-Marceau. Nicolas Souhait, blessé lors de la prise de Saint-Jean d'Acre en mai 1799 est mort à Damiette le 22 juin 1799.